# Duponchelia fovealis
Espèce
Synonymes
- Decticogaster komiensis Ghesquière, 1942
- Duponchelia caidalis Oberthür, 1888
- Duponchelia floeschlalis Legrand, 1965
- Duponchelia eanuisalis Millière, 1869
- Hymenia griseata Butler, 1875
- Stenia canuisalis Millière, 1868
- Stenia uniflexalis Mabille, 1879

'Duponchelia fovealis 'est une espèce d'insectes de l'ordre des lépidoptères (papillons), de la famille des Crambidae.
Il est originaire du bassin méditerranéen et des îles Canaries, mais il s'est répandu dans d'autres régions du monde, comme l'Afrique, le Moyen-Orient, l'Europe, les États-Unis d'Amérique et le Canada.
Ses chenilles se nourrissent d'une vaste gamme de plantes hôtes, comme : Anemones, Anthuriums, Begonias, Cyclamens, Euphorbias, Gerberas, Kalanchoes, Limoniums, Roses, certaines plantes aquatiques, maïs, concombre, poivrons.
L'envergure de leurs ailes est d'environ 20 mm.